# Sūlījeh
Sūlījeh (persiska: سوليجه, سُوليجِه, سُّلچِه) är en ort i Iran.   Den ligger i provinsen Hamadan, i den nordvästra delen av landet, 280 km väster om huvudstaden Teheran. Sūlījeh ligger 1 965 meter över havet och antalet invånare är 238.
Terrängen runt Sūlījeh är platt åt nordost, men åt sydväst är den kuperad.Runt Sūlījeh är det ganska tätbefolkat, med 75 invånare per kvadratkilometer. Närmaste större samhälle är Khabar Arkhī, 11,7 km nordväst om Sūlījeh. Trakten runt Sūlījeh består i huvudsak av gräsmarker.